# Anelloviridae
Anelloviridae es una familia de virus descubierta en 1997 que infectan animales y que tienen una cápside sin envoltura, la cual es redonda con simetría isométrica e icosaédrica. El nombre de la familia se deriva del italiano anello 'anillo', refiriéndose al genoma circular de los miembros de la familia.

## Descripción
El genoma es no segmentado y contiene una sola molécula de ADN monocatenario circular de sentido negativo. El genoma completo tiene una longitud de 3000-4000 nucleótidos y dos marcos de lectura abiertos principales, ORF1 y ORF2, que codifican para la proteína Rep y las proteínas de la cápside.
La replicación viral se produce en el núcleo. La entrada en la célula huésped se logra mediante la penetración en la célula huésped. La replicación sigue el modelo de círculo rodante ssADN. Después de la infección de una célula huésped, las pequeñas moléculas de ADN actúan como iniciadores. Se unen a las regiones complementarias y ayudan a la iniciación de la síntesis de ADN utilizando las polimerasas del huésped. Al término de la síntesis, habrá una cadena bicatenaria intermedia que se transcribe unidireccionalmente. La mayoría de las partículas individuales de anellovirus solo codifican una única proteína. La transcripción con plantilla de ADN monocatenario es el método de transcripción.
Las especies de anellovirus son muy prevalentes y genéticamente diversas. Causan infecciones virales humanas crónicas que aún no se han asociado con enfermedades. Al menos 200 especies diferentes están presentes en humanos y animales.
Hay tres géneros asociados con las infecciones humanas: el virus Torque teno (TTV), el virus Torque teno midi (TTMDV) y el mini virus Torque teno (TTMV).

## Géneros
Los virus de la familia Anelloviridae pertenecen al grupo II de la clasificación de los virus. Los géneros de esta familia son los siguientes:
- Aleptorquevirus
- Alphatorquevirus
- Betatorquevirus
- Chitorquevirus
- Dalettorquevirus
- Deltatorquevirus
- Epsilontorquevirus
- Etatorquevirus
- Gammatorquevirus
- Gimeltorquevirus
- Gyrovirus
- Hetorquevirus
- Iotatorquevirus
- Kappatorquevirus
- Lambdatorquevirus
- Mutorquevirus
- Nutorquevirus
- Omegatorquevirus
- Omicrontorquevirus
- Pitorquevirus
- Psitorquevirus
- Rhotorquevirus
- Sigmatorquevirus
- Tautorquevirus
- Tettorquevirus
- Thetatorquevirus
- Upsilontorquevirus
- Wawtorquevirus
- Xitorquevirus
- Zayintorquevirus
- Zetatorquevirus